# 밀기울
밀기울(영어: wheat bran)은 밀을 빻아 체로 쳐서 남은 찌꺼기로, 기울의 일종이다.
제분밀로부터 밀가루와 배아를 분리한 나머지 것으로 가루 형태를 이룬다. 대부분 성분이 종자의 겉 피로 되어있고, 소량의 배유부와 배아부를 갖고 있다.
밀의 종피, 주심층, 호분층 등으로 이루어져 있으며, 수분, 지방, 단백질, 회분, 탄수화물로 이루어져 있다.

## 용도
예전에는 보통 가축의 사료로 썼는데, 춘궁기에는 사람이 먹기도 했다.
셀룰로즈, 헤미셀룰로즈, 펜토산 등과 같은 고분자 점성 물질이 많고, 식이섬유로 소화 흡수율이 낮아 저칼로리 다이어트 식품으로 쓰인다.

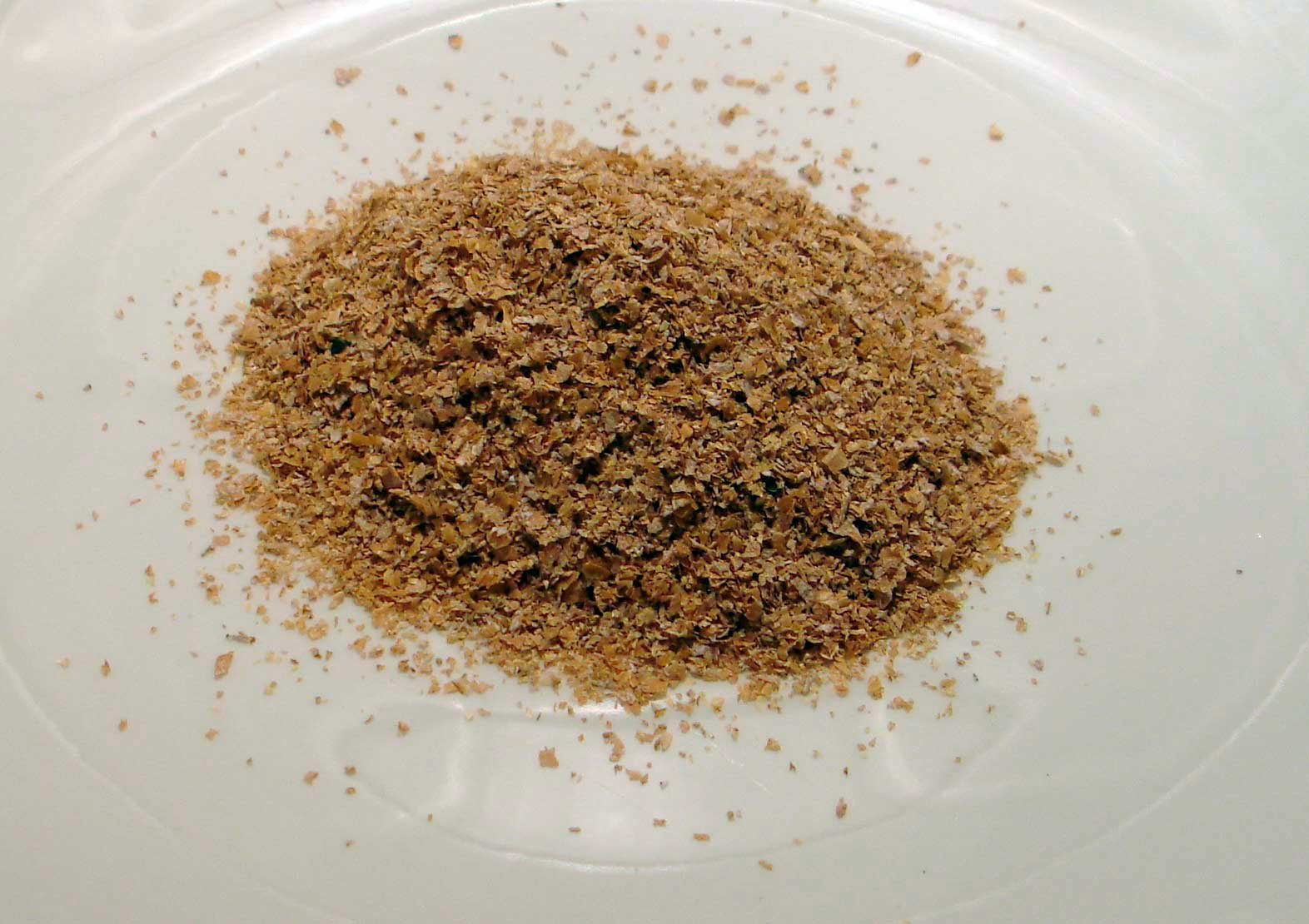
밀기울

## 같이 보기
- 쌀겨
- 탈곡